# Schlachtkreuzer

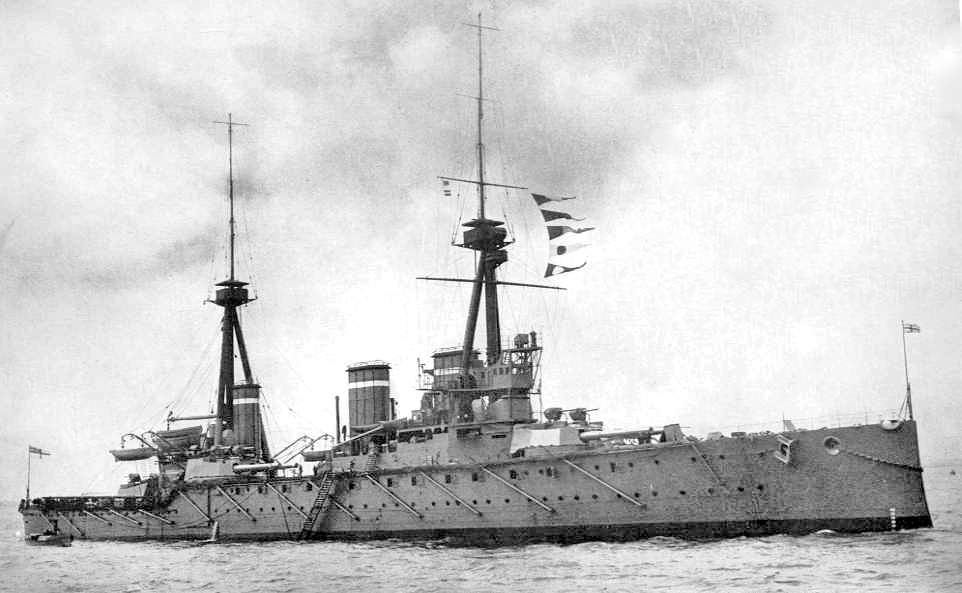
Die Invincible von 1908 – der erste Schlachtkreuzer

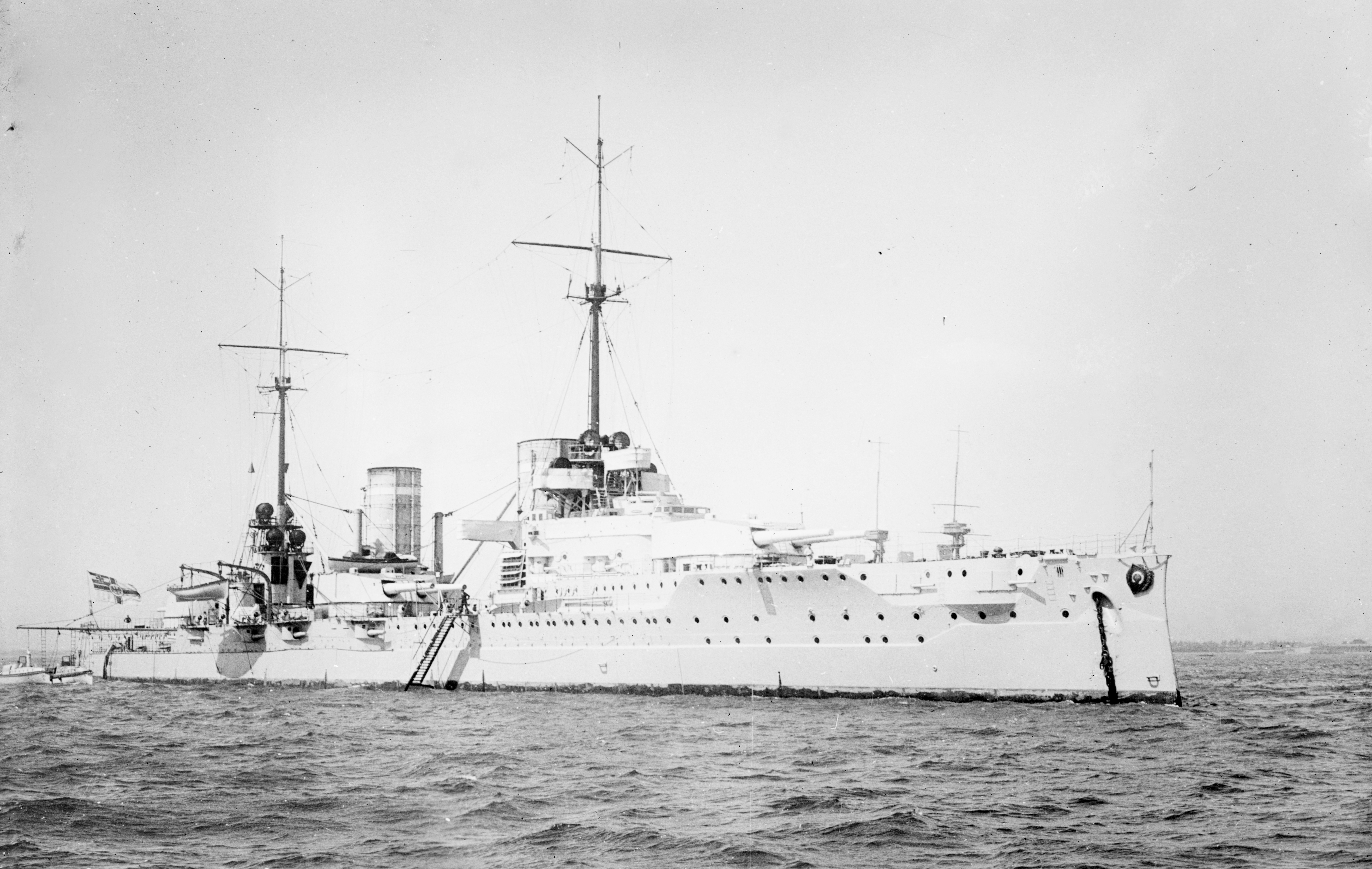
Der Große Kreuzer Von der Tann von 1909 gilt als erster deutscher Schlachtkreuzer

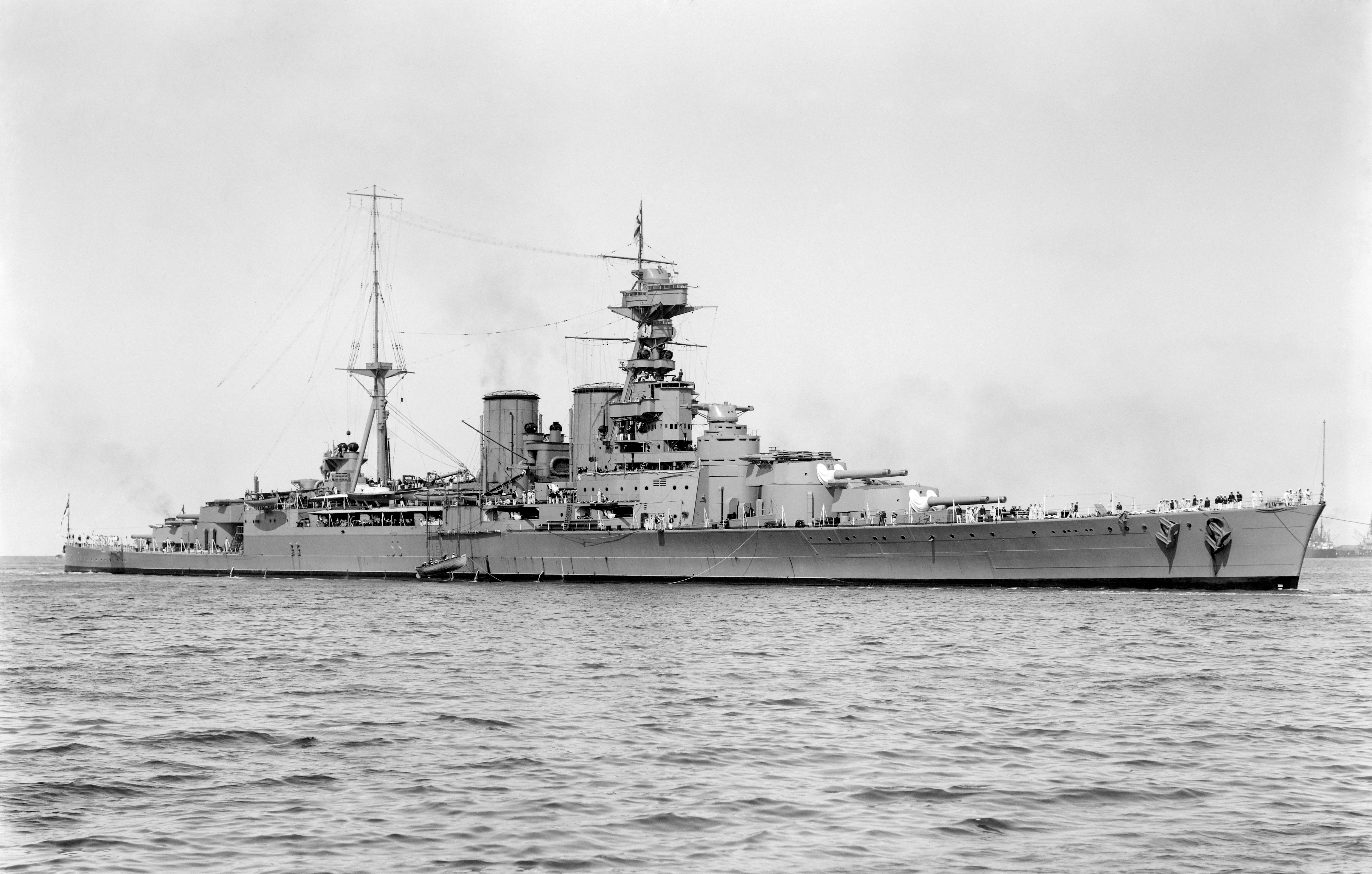
Der größte Schlachtkreuzer der Geschichte, die Hood

Schlachtkreuzer waren Großkampfschiffe, die in Größe und Bewaffnung annähernd Schlachtschiffen seit der Einführung der Dreadnought (der sogenannte Dreadnought-Sprung) entsprachen, aber eine wesentlich höhere Geschwindigkeit erreichten, indem sie schwächer gepanzert wurden und durch die Gewichtsersparnis die Antriebsanlage größer und stärker dimensioniert werden konnte. Schlachtkreuzer wurden ab 1905 entwickelt, erwiesen sich aber als unbefriedigender Kompromiss. Schon bald nach dem Ersten Weltkrieg wurde das Konzept wieder aufgegeben, als leistungsstärkere Maschinenanlagen vollwertigen Schlachtschiffen höhere Geschwindigkeiten ermöglichten. Einige Schiffe dieses Typs blieben aber bis zum Ende des Zweiten Weltkriegs im Einsatz.
Abweichend von dieser Definition werden die Einheiten der russischen Kirow-Klasse innerhalb der NATO als Schlachtkreuzer klassifiziert.

## Entwurf
Die Entwicklung des Schlachtkreuzers lief bei der Royal Navy parallel zu der der Dreadnought bzw. des modernen Schlachtschiffes. Der Schlachtkreuzer ging auf eine Forderung des damaligen Ersten Seelords, John Fisher, zurück, dessen Credo lautete: „Speed is the best protection“ (Geschwindigkeit ist der beste Schutz). Das erste Schiff des Typs war die Invincible, die 1908 fertiggestellt wurde.
Die Idee war, ein Kriegsschiff zu bauen, das mit seiner Artillerie alle schnellen kleineren gegnerischen Schiffe bekämpfen kann, bevor jene überhaupt in die Reichweite ihrer Waffen kommen. Dem Gefecht mit Schlachtschiffen sollte es sich durch den Geschwindigkeitsvorsprung von 26 Knoten gegenüber 21 Knoten entziehen können. Primär richtete sich das Konzept gegen Panzerkreuzer.

## Entwicklungsgeschichte
Diese Anforderungen wurden schon an die Vorgänger der Schlachtkreuzer, die Panzerkreuzer gestellt. Diese sollten entweder Handelskrieg führen (Jeune École in Frankreich 1890, Dupuy de Lôme) oder aber in der Schlacht aufklären, verfolgen und den eigenen Torpedobooten als Rückhalt dienen. Am Ende dieser Entwicklung stand der Schlachtkreuzer, wobei die Japaner in Gestalt der Tsukuba- und der Ibuki-Klasse bereits einen stark bewaffneten Typ mit 30,5-cm-Kanonen gebaut haben, der aber nur die etwas erhöhte Geschwindigkeit von ca. 21 kn gegenüber den zeitgleichen Einheitslinienschiffen mit ihren durchschnittlich 18 kn erreichte.

### Großbritannien
Die Royal Navy ließ den ersten Schlachtkreuzer bauen. Den Schlachtkreuzer machen zwei Eigenschaften aus: Eine Geschwindigkeit, die den Torpedobooten zumindest ähnlich (und den Linienschiffen damit überlegen) ist, und eine Kampfkraft, die beim Eingreifen in den Kampf (der Linienschiffe) zumindest erfolgversprechend ist. Die britischen Schlachtkreuzer waren vornehmlich darauf ausgelegt, gegnerische Panzerkreuzer und Kreuzer zu vernichten; die Panzerung wurde entsprechend dimensioniert, um den Waffen dieser Schiffe standhalten zu können.

### Deutschland
Die Idee wurde von den anderen Seemächten aufgegriffen. Deutschland baute mit der Von der Tann seinen ersten Schlachtkreuzer, der zwar gemäß den deutschen Gepflogenheiten im Kriegsschiffbau schwächer bewaffnet (acht 28-cm- statt acht 30,5-cm-Geschütze bei den Briten), dafür aber ähnlich gepanzert war wie ein Schlachtschiff. In Deutschland bezeichnete man diesen Schiffstyp zu der Zeit aufgrund der haushaltsrechtlichen Gegebenheiten der Flottengesetze als Großer Kreuzer. Sie waren nicht wie die britischen darauf ausgelegt, die Bewaffnung eines Schlachtschiffes unter Inkaufnahme einer schwachen Panzerung mit der Geschwindigkeit eines Kreuzers zu verbinden. Sie waren vielmehr – gemäß der Maxime von Admiral Alfred von Tirpitz, dass es die Hauptaufgabe von Schiffen sei, am Schwimmen zu bleiben – so konstruiert, dass sie in der Lage waren, gegnerischen Schlachtkreuzern im Gefecht standhalten zu können. Deshalb opferte man etwas Geschwindigkeit zugunsten einer vollwertigen Panzerung, die auch schweren Granaten standhielt. Wie bei den Schlachtschiffen glaubte man auf deutscher Seite, eine schwächere Bewaffnung in Kauf nehmen zu können:
1. Die deutschen 28-cm-Granaten waren qualitativ besser als die britischen (die Granaten der deutschen Großkampfschiffe hatten bessere Sprengeigenschaften und größere Durchschlagfähigkeit)
2. Die Zünder der deutschen 28-cm-Geschosse waren zuverlässiger
3. Die höhere Mündungsgeschwindigkeit v0, erbrachte einen größeren Rasanzbereich sowie eine größere Treffgenauigkeit wegen besserer ballistischer Eigenschaften
4. Die deutschen 28-cm-Kanonen hatten eine höhere Feuergeschwindigkeit, die den Mangel im Breitseitengewicht mehr als ausglich.
5. Die deutschen Schiffe besaßen eine vollwertige Mittelartillerie zur Zerstörerabwehr.

Spätere Baumuster wie die Derfflinger-Klasse erhielten 30,5-cm-Geschütze und waren etwas schneller. Grundsätzlich änderte sich aber an den Unterschieden zwischen deutschen und britischen Schiffen wenig: Die Briten setzten auf hohe Geschwindigkeit und starke Bewaffnung zu Lasten einer guten Panzerung, während die Deutschen Geschwindigkeit und Waffenstärke zugunsten eines besseren Schutzes opferten. Bei strenger Auslegung der Typdefinition waren diese Schiffe deshalb eigentlich keine Schlachtkreuzer.
Der unterschiedliche Ansatz ist auch aus den Aufgaben der Schiffe zu erklären: die britischen Schlachtkreuzer waren für lange Patrouillen auf den Weltmeeren vorgesehen und mussten deshalb mehr Raum für eine bequemere Unterbringung der Besatzung auf langen Strecken bereitstellen, während die Deutschen hauptsächlich für taktische Einsätze in heimischen Gewässern planten und deshalb den entsprechenden Platz für stärkere Maschinen und Panzerung nutzen konnten. Auch die Einsatzdoktrin selbst war unterschiedlich: die britische Admiralität hatte u. a. auch den Einsatz gegen feindliche Linien- und Schlachtschiffe im Auge gehabt und deshalb ein größeres Geschützkaliber gewählt, während bei den deutschen Schlachtkreuzern der Einsatz gegen die feindlichen Gegenstücke im Vordergrund stand, für die kleinere Granaten ausreichend waren.

### Weitere Seemächte
Vor dem Ersten Weltkrieg griff sonst lediglich Japan das Konzept des Schlachtkreuzers auf und bestellte das Typschiff Kongō in Großbritannien, aus dessen Konzeption später die britische Tiger hervorging. Einige andere Länder wie z. B. Frankreich gaben Schlachtkreuzerstudien in Auftrag, die aber wegen des beginnenden Krieges nicht mehr ausgeführt wurden. Von der begonnenen US-amerikanischen Lexington-Klasse durften aufgrund des Washingtoner Flottenabkommens nur zwei Schiffe als Flugzeugträger fertiggestellt werden. Dies galt auch für deren japanische Gegenstücke der Amagi-Klasse sowie die französische Béarn. Die Kaiserliche Russische Marine bzw. später die Sowjetische Marine plante mit der Borodino-Klasse, der Kronschtadt-Klasse (Projekt 69) und der Stalingrad-Klasse (Projekt 82) zwischen 1913 und 1953 drei Klassen von Schlachtkreuzern, von denen auch mehrere Schiffe auf Kiel gelegt und gebaut, jedoch keines fertiggestellt wurde.

## Schlachtkreuzer im Ersten Weltkrieg

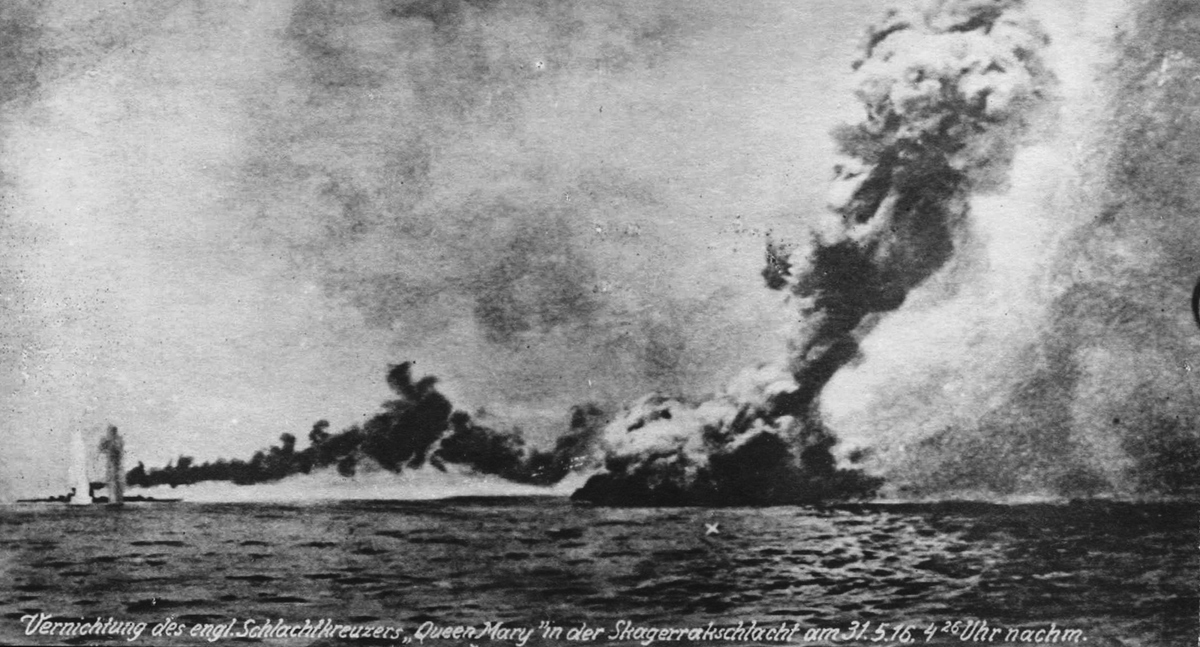
Der Schlachtkreuzer Queen Mary explodiert während der Skagerrakschlacht

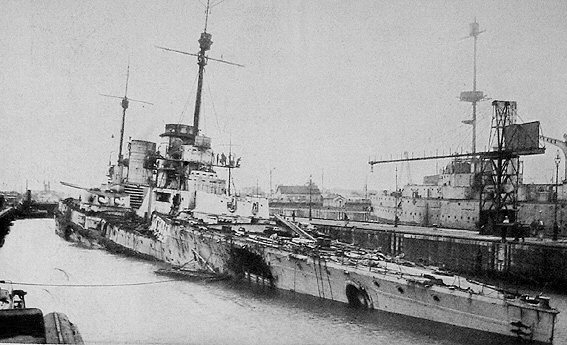
Die Seydlitz nach der Skagerrakschlacht

### Seegefecht bei den Falklandinseln
Während des Seegefechts bei den Falklandinseln konnten die britischen Schlachtkreuzer in ihrer eigentlich angedachten Rolle überzeugen und wurden typspezifisch gegen die vom Konzept her veralteten deutschen Panzerkreuzer eingesetzt. Es gelang ihnen, die fliehenden deutschen Schiffe einzuholen und aus größerer Entfernung zu vernichten, wobei sie selbst und ihre Begleitschiffe nur minimale Personalverluste und Schäden erlitten. Aus diesem Sieg leitete man die Überlegenheit des Schlachtkreuzers ab und beschloss, die drei letzten Schiffe der Revenge-Klasse nicht zu bauen und die frei gewordenen Kapazitäten für den Bau der Renown-Klasse zu nutzen. Allerdings hatte es sich bei den zerstörten deutschen Schiffen nicht um gleichwertige Gegner, sondern um mittlerweile veraltete Panzerkreuzer gehandelt. Auch war die Treffergenauigkeit der beiden Schlachtkreuzer, bedingt durch die Schnittbildentfernungsmesser und unzureichende Einschussverfahren, schlecht.

### Gefecht auf der Doggerbank
Das erste Aufeinandertreffen der gegnerischen Schlachtkreuzerverbände im Gefecht auf der Doggerbank offenbarte die Schwäche des britischen Konzepts. Obwohl sie zahlenmäßig deutlich überlegen waren, trugen die britischen Schiffe im Gefecht ernsthafte Schäden davon. Das Flaggschiff Lion wurde manövrierunfähig geschossen, worauf der Verband die Verfolgung der deutschen Schiffe aufgab. Die Briten versenkten lediglich den beschädigt hinter das Ende der deutschen Formation zurückgefallenen Panzerkreuzer Blücher. Die Seydlitz erhielt einen gefährlichen Treffer in einen Geschützturm, und abbrennende Treibladungen drohten die Munitionskammer zur Explosion zu bringen, was nur durch deren Fluten verhindert werden konnte. Aus politischen Gründen unterblieb in Großbritannien eine eingehende Untersuchung der Ereignisse, sodass die britischen Schiffe im Wesentlichen unverändert blieben, während bei den deutschen Schlachtkreuzern die Sicherheitseinrichtungen weiter verbessert wurden. Ganz besonders der Einbau feuersicherer Munitionskammerschotts sollte sich auszahlen.

### Skagerrakschlacht
In der Skagerrakschlacht erwies sich erneut, dass die Panzerung der britischen Schlachtkreuzer für Konfrontationen mit schwerbewaffneten Gegnern zu schwach ausgelegt war; die panzerbrechenden Granaten der deutschen Schlachtkreuzer durchschlugen sie ohne Probleme. Auch war die im Vergleich zu Schlachtschiffen höhere Geschwindigkeit mit der Einführung modernerer Zielverfahren weitgehend nutzlos geworden. Die drei britischen Schlachtkreuzer Invincible, Queen Mary und Indefatigable explodierten nach Treffern in ihre Geschütztürme. Die Bereitschaftsmunition auf den Gefechtsstationen erzeugte Brände, die bis in die Munitionskammern vordrangen und Explosionen auslösten, welche die Schiffe in Sekunden vernichteten. Auf der Lion konnte dies nur durch das reaktionsschnelle Fluten der Munitionskammern verhindert werden. Fast 3300 Mann gingen mit den drei versenkten Schlachtkreuzern unter, mehr als die Hälfte der britischen Gesamtverluste an getöteten Seeleuten.
Auch die deutschen Schlachtkreuzer erlitten in der Skagerrakschlacht schwere Beschädigungen, was aber vornehmlich daran lag, dass sie die meiste Zeit im Brennpunkt der Kämpfe standen und nach dem Schlachtkreuzergefecht dem konzentrierten Feuer der britischen Grand Fleet ausgesetzt waren. Franz Hippers Flaggschiff Lützow musste nach schweren Treffern aus dem Gefecht und zum Versuch einen Heimathafen zu erreichen entlassen werden, Hipper wechselte auf die Moltke. Beim Rückmarsch musste die Lützow schließlich aufgrund nicht beherrschbarer Wassereinbrüche im Vorschiff aufgegeben werden, die Besatzung wurde von Torpedobooten übernommen. Die anderen vier Schiffe wurden zum Teil erheblich beschädigt. Dennoch bewährten sie sich gut. Sie hatten einem stark überlegenen Gegner standgehalten und drei feindliche Schlachtkreuzer versenkt.

## Weiterentwicklung des Konzepts

### Deutschland und Großbritannien
Nach den Erfahrungen aus der Skagerrakschlacht wurde das Konzept des schwach gepanzerten Schlachtkreuzers wieder aufgegeben. Die Hood, der letzte Schlachtkreuzer der Royal Navy, wurde noch während des Baus mit verstärkter Panzerung umkonstruiert und stellte somit den Übergang zum Schnellen Schlachtschiff dar. Durch den technischen Fortschritt vor allem bei den Maschinenanlagen konnten diese neuen Schiffe trotz starker Panzerung hohe Geschwindigkeiten erreichen. Das Konzept war schon vor dem Weltkrieg mit der Queen-Elizabeth-Klasse verfolgt worden. Dieses wurde dann aber zugunsten der Schlachtkreuzer der Renown-Klasse unter dem Einfluss Fishers (der erneut zum Ersten Lord der Admiralität berufen worden war) vorerst wieder aufgegeben.
Das Konzept der späten deutschen Schlachtkreuzer, der nicht mehr fertiggestellten Mackensen- und Ersatz-Yorck-Klasse, zielte von vornherein auf die traditionell starke Panzerung ergänzt um schwerere Bewaffnung ab. Das immer günstiger werdende Verhältnis zwischen Leistung und Gewicht der Maschinenanlagen ermöglichte dies, ohne eine geringere Geschwindigkeit in Kauf nehmen zu müssen.
Die gelegentlich als Schlachtkreuzer eingestuften deutschen Schlachtschiffe Scharnhorst und Gneisenau aus der Zeit des Zweiten Weltkrieges waren mit ihren neun 28-cm-Geschützen deutlich schwächer bewaffnet als zeitgenössische Schlachtschiffe. Ihr Panzerschutz war aber dem anderer Schlachtschiffe ebenbürtig. Das im internationalen Vergleich schwache Hauptkaliber rührte zum einen aus dem Ursprung dieser Schiffe aus dem Programm zum Bau der Deutschland-Klasse her, zum anderen wurde dadurch eine Verzögerung der Bauarbeiten vermieden, die eine Neuentwicklung von Geschütztürmen mit Kanonen von größerem Kaliber mit sich gebracht hätte. Diese Auslegung führte zur insbesondere in der britischen Literatur häufigen, aber falschen Einstufung als Schlachtkreuzer.
Im Rahmen des Z-Plans der Deutschen Kriegsmarine lebte der Schlachtkreuzergedanke mit der O-Klasse nochmals auf, kam aber nicht über das Projektstadium hinaus.

### USA

#### Lexington-Klasse
Die Vereinigten Staaten hatten schon während des Krieges mit dem Entwurf eigener Schlachtkreuzer begonnen, da man diesen Schiffstyp als taktisch sinnvoll ansah. Die ersten Entwürfe der Lexington-Klasse folgten britischen Leitlinien und wären extrem schnell (bis 35 Knoten) und gut bewaffnet gewesen. Die Schiffe waren noch im Bau, als nach dem Washingtoner Abkommen ihre Fertigstellung als Großkampfschiffe hinfällig wurde; die bereits begonnenen Schiffe wurden als Flugzeugträger fertiggestellt.

#### Alaska-Klasse
Die US-Navy ließ als Reaktion auf die von Japan geplanten Kreuzer des Projekts BB-65 im Zweiten Weltkrieg die Schlachtkreuzern ähnlichen „Big Cruisers“ (CB) der Alaska-Klasse bauen. Diese waren etwas kleiner, schneller und leichter gepanzert als die zeitgenössischen Schlachtschiffe und verfügten als Hauptbewaffnung über 30,5-cm-Geschütze. Im Kern stellten sie eher vergrößerte Schwere Kreuzer dar. Als Reaktion hierauf begann Japan mit der Projektierung noch größerer Kreuzer mit 36-cm-Geschützen anstelle der ursprünglich geplanten 31-cm-Geschütze, was kriegsbedingt aber nicht mehr zum Abschluss kam.

### Japan
Japan wollte nach dem Ersten Weltkrieg mit den bereits im Bau befindlichen Schlachtkreuzern der Amagi-Klasse und den Schlachtschiffen der Tosa-Klasse ähnliche Wege wie die Amerikaner beschreiten. Japan wurde dazu gedrängt, dem Washingtoner Flottenabkommen beizutreten. Infolge der vertraglichen Rüstungsbeschränkungen musste Japan sein Schiffbauprogramm aufgeben. Einige der halbfertigen Rümpfe wurden verschrottet, andere zu Flugzeugträgern umgebaut.
Von den vier existierenden japanischen Schlachtkreuzern der Kongō-Klasse gingen Hiei und Kirishima durch Artilleriefeuer schwerer amerikanischer Seestreitkräfte während der Seeschlacht von Guadalcanal 1942 verloren. Dies lag allerdings mehr an der Masse der Treffer und der kurzen Kampfentfernung als am unzureichenden Panzerschutz, denn die Schiffe waren bereits zu Schnellen Schlachtschiffen umgebaut worden und darum keine Schlachtkreuzer mehr.

### Niederlande
Bis zum deutschen Einmarsch 1940 planten die Niederlande drei leichte Schlachtschiffe, die für den Einsatz in Niederländisch-Indien vorgesehen waren. Sie sollten als Hauptbewaffnung neun 28-cm-Geschützen in drei Drillingstürmen erhalten. Diese Türme waren in Deutschland bestellt worden und entsprachen technisch denen auf den Panzerschiffen der Deutschland-Klasse. Die Lieferung wurde von deutscher Seite bewusst verzögert, bis die Besetzung der Niederlande diese gegenstandslos machte.

## Schlachtkreuzer heute

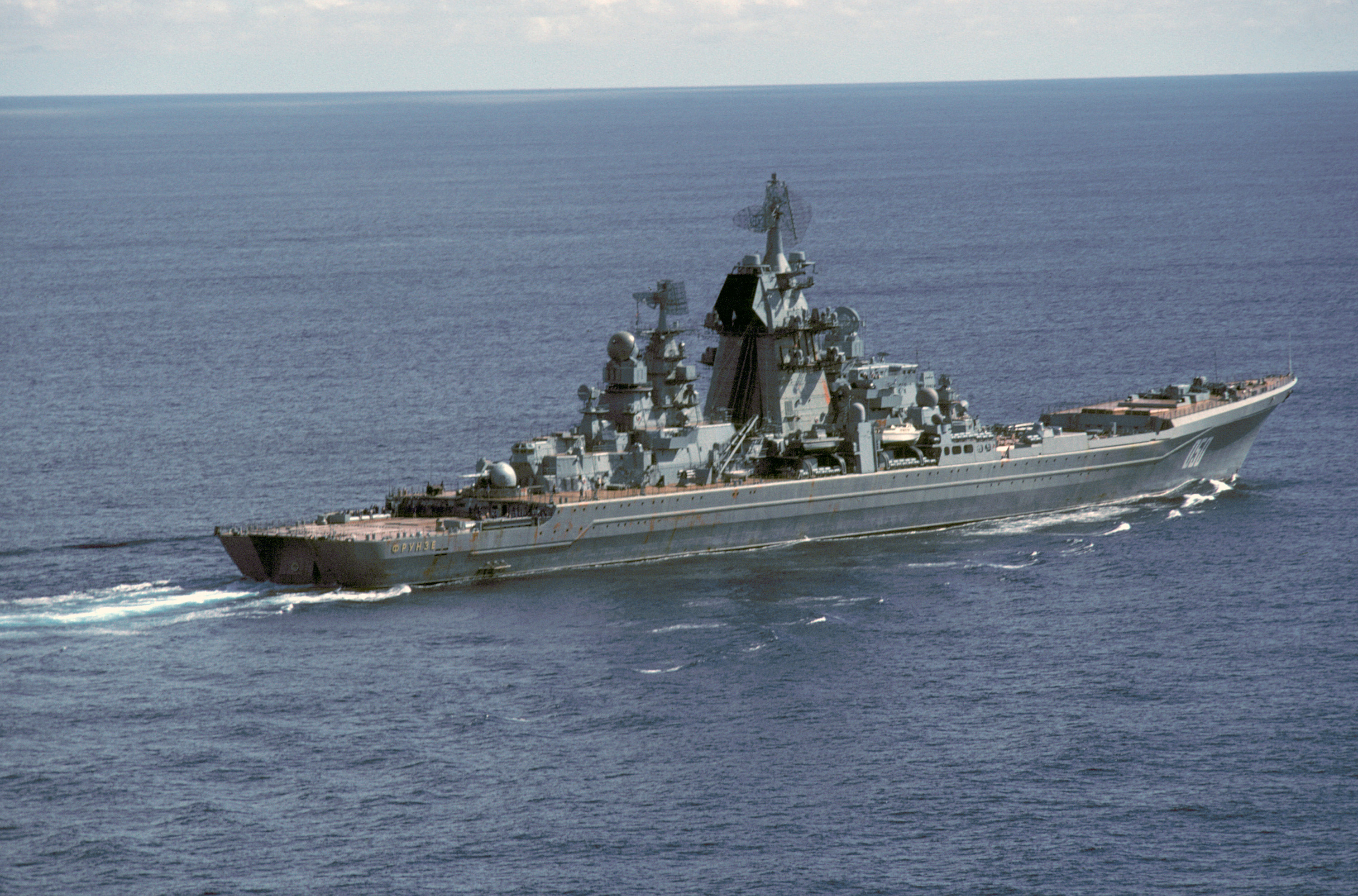
Kreuzer Frunse (heute Admiral Lasarew) der Kirow-Klasse

Gegenwärtig werden nur die ehemals sowjetischen, jetzt russischen nuklear angetriebenen Kreuzer der Kirow-Klasse als Schlachtkreuzer klassifiziert. Allerdings handelt es sich bei ihnen vielmehr um sehr große Lenkwaffenkreuzer. Darüber hinaus dienen sie ganz anderen Einsatzerfordernissen, sodass diese Bezeichnung nicht mehr zeitgemäß ist.